# 1541 w literaturze
Wydarzenia literackie w 1541 roku.

## Nowe utwory
- obcojęzyczne
  - Elia Lewita – Bovo buch

## Tłumaczenia
- Jan Kalwin – Instytucja religii chrześcijańskiej (tłum. własne autora z łaciny na język francuski)[1]